# Sisteró
Sisteró és un poble del municipi dels Plans de Sió, ubicada a l'oest de la comarca de la Segarra i a l'est de la província de Lleida. Limita al nord amb les Pallargues, a l'est amb Ratera i al sud-oest amb Pelagalls i Montroig, tots pertanyents al municipi dels Plans de Sió. Al 2016, el nucli urbà tenia 51 habitants, mentre que el total del seu disseminat (masos i torres) en sumava 59.

## Topònim
Segons el filòleg Albert Turull, el més probable és que el nom de Sisteró sigui fruit d'un trasllat de l'occità Sisteron, produït durant l'època de la reconquesta del s.XI

## Història
Ubicat entre una esplanada al marge del riu Sió i els turons de Pelagalls i la Mallola, el nucli històric de Sisteró evidencia un prolongat poblament del territori. En aquest sentit, el testimoni més antic d'assentament humà s'ubica a 500 metres del nucli actual, amb la presència d'una necròpoli paleocristiana descoberta durant les obres de construcció del Canal Segarra-Garrigues al 2008. La tasca de l'equip arqueològic va datar el jaciment al voltant del segle vii, destacant el valor històric de l'estat de conservació dels seus monuments funeraris, així com el dels edificis adjacents (sitges per enmagatzemar-hi cereals, principalment). Per afegit, l'equip d'arqueòlegs va ser capaç d'identificar un establiment defensiu posterior a la necròpoli actual, ubicat al voltant del segle xiii. En efecte, aquesta troballa destaca el valor defensiu del territori, frontera entre el món cristià i andalusí durant un llarg període (segles x i xi i XII). La frontera va definir el territori en tal mesura que, actualment, la regió és coneguda per la seva presència de castells, com el Castell de les Pallargues, el Castell de les Sitges o el Castell de Concabella.
Durant l'Edat moderna, Sisteró i els Plans del Sió foren part del procés d'expansió agrícola i demogràfica del territori català. En aquest sentit, el patrimoni del municipi n'és un testimoni privilegiat: a Sisteró, l'Ermita del Bell Vilar fou construïda durant els segles xviii i xix; a d'altres nuclis veins, com Pelagalls, Montroig o Ratera, els edificis eclesiàstics i habitatges particulars foren eixamplats o construïts de nou, com és el cas de l'església de Santa Maria de Montroig, que fou edificada durant el segle xviii en estil neoclàssic. L'església de Sant Esteve de Pelagalls també fou eixamplada amb l'addició dels absis laterals i dels retaules interiors. Els antics castells del territori també passaren a tenir nous usos: del seu caràcter defensiu original, passaren a desenvolupar funcions residencials, com evidencien les transformacions arquitectòniques dels castells de les Pallargues o de Concabella. En aquesta línea, fou durant els segles xviii i xix que Sisteró i els pobles veins experimentaren un profund procés de transformació agrícola, amb un canvi de la tinença de la terra, de trencament de terres i de desenvolupament de nous cultius, com la vinya o l'olivera. En balanç, del 1717 al 1857, el territori dels Plans del Sió passa dels 473 habitants als 1699.
És a finals del segle xix i principis del XX, tanmateix, que s'inicia un intermitent procés d'èxode rural, que té com a conseqüència directa la pèrdua de població del poble. Algunes famílies de Sisteró es desplaçaran cap a nuclis urbans com Cervera, Agramunt, Lleida o Barcelona. D'aquest període, en cal destacar també l'impacte de la Guerra Civil, amb la instal·lació d'un hospital de rereguarda de l'exèrcit republicà, essent sepultades les víctimes que hi morien durant els mesos de desembre de 1938 i gener de 1939 en una fossa comuna (dignificada l'any 2003) al cementiri d'aquesta mateixa localitat. Amb la fi del conflicte, s'inicia un nou procés de reconstrucció i redreçament econòmic i demogràfic del poble. En l'última meitat del segle passat, destaca la construcció del dipòsit d'aigua municipal i el creixement urbà de Sisteró cap al marge del riu Sió. En el terreny econòmic i demogràfic, en són destacables dos fenòmens. Primer, la transformació agrícola de la vida econòmica del poble cap a un model de producció cerealística i de farratges, que acaba amb la predominança del cultiu de la vinya, l'olivera i l'ametller. En segon lloc, la forta implementació de la indústria porcina i avícola, conseqüència del procés d'industrialització que viurà  el territori de la Segarra. La introducció d'innovacions tècniques, com els pesticides o el tractor, així com l'aparició de cooperatives agrícoles com el Grup Alimentari Guissona, tindrà una clara influència pel poble per la dinamització econòmica que li suposarà.

## Medi natural
L'entorn natural de Sisteró es caracteritza pels camps de cereals que l'envolten. Entre la producció agrícola d'ordi i blat, hi sovintegen també ametllers i oliveres entre els tossals i els marges dels camins que envolten el poble. Els boscos d'alzina també prenen una forta presència cap al marge dret del Sió. Al voltant del riu hi tenen presència també força horts i canyissars. A nivell de fauna, cal destacar la presència minvant de perdius, així com la presència d'aus estepàries com el Xoriguer o la Cucut.

## Clima
El clima és de transició entre el mediterrani i el continental, amb temperatures extremes a l'estiu i l'hivern i primaveres i tardors més aviat breus. La pluja és escassa i a l'hivern, la boira és freqüent.

## Llocs destacats
- Jaciment de Vilagrasseta
- Museu de la pagesia i la vida rural
- Ermita del Bellvilar